# 兴延高速公路
兴延高速公路，即京礼高速公路兴延段，是北京市境内的一条高速公路，南起昌平区北六环双横立交（远期接上庄路），北至延庆区八达岭镇，全长42.4千米。线路原规划经兴隆口翻越军都山至延庆，故名“兴延高速”；但由于该方案切割沿线村镇用地等原因，线路改经白羊沟。这条公路为双向四车道，预留双向六车道，平原段（六环路至白羊沟口）设计速度100公里/小时，山区段（白羊沟口至终点）为80公里/小时。
这条高速公路是2019年在延庆区召开的世界园艺博览会，以及2022年在北京市区、延庆区及张家口市召开的冬季奥林匹克运动会的配套项目，2019年1月1日12时通车。项目采用PPP模式，由北京市方面出资25%，中国铁建联合体出资26%，其余资金通过融资方式筹集。
根据《京津冀跨省市省级高速公路命名和编号规则》的要求，原兴延高速以及延崇高速共同组成北京-崇礼高速公路，简称京礼高速。在实际的道路导向信息中也仅保留京礼高速的命名。
2018年5月，兴延高速公司称因兴延高速公路实现了京新高速公路北京段原规划，应交通运输部要求，兴延高速公路将改名为京新高速公路，现有京新高速公路将成为新京新高速公路辅路。但截至兴延高速公路通车，也未改名。

## 石峡隧道
石峡隧道是北京市最长的高速公路隧道，也是兴延高速全线的重难点和控制性工程。位于北京市昌平区与延庆县交界处，左线全长5746.5米，右线全长5830米。设斜井三座共3305米，通风竖井1座210米。隧道主洞采用上下行分离、双向四车道设计，建筑限界全宽14.25米，高度 5.0米，穿越32条断裂破碎带，岩层类别主要以安山岩和白云岩为主。
隧道于2016年4月13日正式进洞施工。由中铁二十局集团二公司承建昌平段，左线1365.5米，最大深埋420米，于2018年8月29日贯通，右线于10月5日贯通。由中铁十四局集团承建延庆段，左线（延庆至北京方向）于2018年6月23日贯通，右线于11月7日贯通。该隧道入选了中国施工企业管理协会2020～2021年度国家优质工程奖。

## 沿线设施列表
| 地区                                                                                         | 里程  | 类型                              | 名称                     | 连接                     | 说明                                            |
| -------------------------------------------------------------------------------------------- | ----- | --------------------------------- | ------------------------ | ------------------------ | ----------------------------------------------- |
| 北京市 昌平区                                                                                | 0.658 | 枢纽                              | 双横立交                 | 西北六环                 |                                                 |
| 北京市 昌平区                                                                                | 4.26  | (5)                               | 葛村                     | 温南路                   |                                                 |
| 北京市 昌平区                                                                                |       | 停车场 · 加油设施 · 修车站 · 餐厅 | 上店服务区               | 上店服务区               |                                                 |
| 北京市 昌平区                                                                                | 12.56 | 出入口                            | 西峰山                   | 南雁路                   |                                                 |
| 北京市 昌平区                                                                                |       | 隧道                              | 白羊城隧道               | 白羊城隧道               |                                                 |
| 北京市 昌平区                                                                                |       | 隧道                              | 梯子峪隧道               | 梯子峪隧道               |                                                 |
| 北京市 昌平区                                                                                | 26.6  | 停车场 · 飲料小吃                 | 梯子峪停车区             | 梯子峪停车区             |                                                 |
| 北京市 昌平区                                                                                |       | 隧道                              | 佛岩寺隧道               | 佛岩寺隧道               |                                                 |
| 区界                                                                                         |       | 隧道                              | 石峡隧道                 | 石峡隧道                 |                                                 |
| 北京市 延庆区                                                                                |       | 出入口                            | 兴延高速公路隧道管理中心 | 兴延高速公路隧道管理中心 | 仅北京方向可进入 需提供首发集团公务证明方可进入 |
| 北京市 延庆区                                                                                |       | 隧道                              | 营城子隧道               | 营城子隧道               |                                                 |
| 北京市 延庆区                                                                                |       | (41)                              | 营城子南                 | G6辅路                   | 仅崇礼方向出                                    |
| 北京市 延庆区                                                                                | 40.9  | (41)                              | 营城子立交               | 京藏高速                 | 无南向东匝道                                    |
| 北京市 延庆区                                                                                |       | 出入口                            | 延庆科技园               | 外石路 妫川路            | 仅北京方向入、延庆方向出                        |
| 1.000 英里 = 1.609 千米；1.000 千米 = 0.621 英里 并行路段 • 已关闭／取消 • 限制进入 • 未开放 |       |                                   |                          |                          |                                                 |